# Nasser Kadour
Nasser Kadour (ناصر قدور, né en 1932 à Alep) est un homme politique syrien.
D'abord spécialisé dans les sciences physiques, il quitte sa profession d'origine pour s'engager en politique et devenir membre du parti Baath. Député au Parlement syrien, il a exercé plusieurs postes au gouvernement, dont celui de ministre des affaires étrangères et ministre de l'immigration.
Il est aujourd'hui[Quand ?], député au Parlement arabe provisoire.